# 오늘밤은 참으세요
"오늘밤은 참으세요"는 1981년에 개봉한 대한민국의 영화이다.

## 캐스팅
- 이영옥
- 안소영
- 하재영
- 임정하
- 박옥초
- 서영춘
- 여운계
- 유계선
- 최희정
- 김기종
- 전숙
- 김민규
- 박종설
- 박선화
- 김영림
- 유명순
- 손전
- 김지영
- 최연수
- 나갑성
- 김예성
- 김진규
- 장인한